# Leo Raats
Leo Raats (Geleen, 12 augustus 1944 – Kessel-Eik, 16 januari 1969) was een Nederlandse voetballer. Hij stond onder contract bij Fortuna '54 en FC VVV.

## Spelerscarrière
Raats ging samen met de gehele amateurclub SV Maurits in 1958 over naar plaatsgenoot Fortuna '54 en maakte deel uit van het elftal dat in 1960 landskampioen werd bij de betaalde jeugdteams. In het eerste elftal kwam hij echter niet aan spelen toe. In 1966 maakte de linksback samen met zijn twee ploeggenoten Sef Horsels en Jo Pepels de overstap naar FC VVV, op voorspraak van toenmalig trainer en plaatsgenoot Jean Janssen. Op 7 augustus 1966 maakte hij namens FC VVV zijn profdebuut in een met 1-2 gewonnen uitwedstrijd bij Tubantia. Bij de Venlose tweededivisionist wist Raats zich wel verzekerd van een basisplaats, totdat een tragisch ongeval op 16 januari 1969 een abrupt einde maakte aan zijn carrière. Op weg naar de avondtraining vanuit Geleen naar Venlo raakte de auto met de drie Geleners betrokken bij een fataal verkeersongeluk dat het leven kostte aan bestuurder Leo Raats. Hij overleed op 24-jarige leeftijd. Jo Pepels en Sef Horsels overleefden het ongeval, zij het met ernstige verwondingen.

## Statistieken
| Seizoen         | Club            | Competitie      | Competitie | Competitie | Beker | Beker | Overige | Overige | Totaal | Totaal |
| Seizoen         | Club            | Competitie      | Wed.       | Dlp.       | Wed.  | Dlp.  | Wed.    | Dlp.    | Wed.   | Dlp.   |
| --------------- | --------------- | --------------- | ---------- | ---------- | ----- | ----- | ------- | ------- | ------ | ------ |
| 1963/64         | Fortuna '54     | Eredivisie      | 0          | 0          | 0     | 0     | —       | —       | 0      | 0      |
| 1964/65         | Fortuna '54     | Eredivisie      | 0          | 0          | 0     | 0     | 0       | 0       | 0      | 0      |
| 1965/66         | Fortuna '54     | Eredivisie      | 0          | 0          | 0     | 0     | 0       | 0       | 0      | 0      |
| 1966/67         | FC VVV          | Tweede divisie  | 40         | 1          | —     | —     | —       | —       | 40     | 1      |
| 1967/68         | FC VVV          | Eerste divisie  | 29         | 0          | 3     | 0     | 2       | 0       | 34     | 0      |
| 1968/69         | FC VVV          | Tweede divisie  | 6          | 0          | 0     | 0     | —       | —       | 6      | 0      |
| Carrière totaal | Carrière totaal | Carrière totaal | 75         | 1          | 3     | 0     | 2       | 0       | 80     | 1      |